# Галактион Серски
Галактион (на гръцки: Γαλακτίων) е православен духовник, митрополит на Цариградската патриаршия.

## Биография
Галактион е серски митрополит от 1638 до 1639 година. В 1643 година става навпактски и артенски митрополит. На 27 януари 1647 година подава оставка, тъй като не може да се справи с дълговете на митрополията, но си запазва митрополитското достойнство.